# Мандзони, Луиджи
Луиджи Мандзони (итал. Luigi Manzoni; 9 июля 1888, Агордо, Венеция — 31 марта 1968, Конельяно, Венеция) —  итальянский селекционер винограда, агроном и политик.

## Биография
Родился 9 июля 1888 года в венецианском городе Агордо.
В 1912 году окончил сельскохозяйственный факультет Пизанского университета. После выпуска из университета занялся научной и преподавательской работой, опубликовал более 70 научных статей по ампелографии.
В июне 1933 года он возглавил школу виноградарства и энологии в Конельяно. После Второй мировой войны прилагал максимальные усилия к возобновлению преподавательской деятельности, и создал Союз выпускников школы.
С декабря 1946-го по февраль 1949 года был мэром Конельяно, где теперь есть улица, названная в его честь.
Умер в 31 марта 1968 (79 лет) года в Конельяно. Похоронен рядом со своей женой Аугустой Рончи на кладбище во фракции Лоренцага в венецианском городе Мотта-ди-Ливенца.

## Выведение сортов винограда Мандзони
Основное достижение Мандзони, это выведение группы сортов винограда, называемых теперь «сорта Мандзони» или «кроссы Мандзони». Селекционная деятельность велась с 1924 года совместно с профессором Джованни Далмассо, и её результатами стало огромное количество новых сортов, некоторые из них приобрели популярность:
- Мандзони Роза (Мандзони 1.50), полученный скрещиванием Треббиано × Траминер Ароматико.
- Мандзони 2.14, Глера × Каберне-фран.
- Мандзони Россо (Мандзони 2.15), Глера × Каберне-фран.
- Мандзони 2.3, Треббиано × Траминер Ароматико.
- Августа (Мандзони 3.25), Афус Али × Лульенга[англ.]. Столовый сорт.
- Мандзони Бианко (Мандзони 6.0.13), Рислинг Ренано × Пино Бианко.
- Мандзони Москато (Мандзони 13.0.25), Рабозо Пиаве × Мускат Гамбургский.